# Pasagerul clandestin (Star Trek: Deep Space Nine)
„Pasagerul clandestin” (titlu original: „The Passenger”) este al 9-lea episod din primul sezon al serialului TV american științifico-fantastic Star Trek: Deep Space Nine. A avut premiera la 22 februarie 1993.
Episodul a fost regizat de Paul Lynch după un scenariu de Morgan Gendel, Robert Hewitt Wolfe și Michael Piller bazat pe o poveste de Morgan Gendel.

## Prezentare
Un criminal sinistru se ascunde în mintea cuiva de pe Deep Space Nine, dar Julian Bashir depune eforturi pentru a afla cum este posibil un asemenea lucru. 

## Actori ocazionali
- Caitlin Brown - Ty Kajada
- James Lashly - Lt. George Primmin
- Christopher Collins - Durg
- James Harper - Rao Vantika